# Flensborg Fjord og Nybøl Nor
Flensborg Fjord og Nybøl Nor este o arie protejată (arie de protecție specială avifaunistică — SPA) din Danemarca întinsă pe o suprafață de 3.422 ha, din care 77 % marine.

## Localizare
Centrul sitului Flensborg Fjord og Nybøl Nor este situat la coordonatele 54°51′58″N 9°37′41″E / 54.866111°N 9.628056°E.

## Înființare
Situl Flensborg Fjord og Nybøl Nor a fost declarat arie de protecție specială avifaunistică în mai 1983 pentru a proteja 5 specii de animale.

## Biodiversitate
Situată în ecoregiunile continentală și marină baltică, aria protejată nu include niciun habitat protejat.
La baza desemnării sitului se află mai multe specii protejate de  păsări (5): rața moțată (Aythya fuligula), Aythya marila, Bucephala clangula, Mergus serrator, eider (Somateria mollissima).